# Dida Drăgan
Didina Alexandra Drăgan (n. 14 septembrie 1946, Jugureni, Dâmbovița), cunoscută ca Dida Drăgan, este o solistă vocală și autoare de versuri din România, supranumită „vocea de flacără” a muzicii românești, despre care Grigore Vieru spunea că „exigențele ei față de versuri, nu numai față de muzică, denotă o inteligență și un rafinament care nu admit diletantismul și compromisul”. Prin prisma textelor melodiilor și poeziilor sale, Nichita Stănescu o numea „Doamna Oscar”. 
Stilurile muzicale abordate de către Dida Drăgan sunt rock, pop, folk și jazz. Considerată ca fiind o voce de neegalat, publicul a mai numit-o „Lebăda neagră”, datorită sobrietății ei scenice și vestimentației. A câștigat, de-a lungul timpului, 22 de medalii de aur la concursurile europene și mondiale de compoziție și interpretare.

## Biografie
A absolvit Școala Populară de Artă din București, la clasa profesoarei Florica Orăscu. Aici a fost colegă cu Aura Urziceanu, Angela Similea, Mirabela Dauer, Ioan Luchian Mihalea și Mihai Constantinescu. 
Își face debutul la Concursul de interpretare București '71 obținând premiul I, cu piesa „Vechiul pian” de Vasile V. Vasilache.

## Apariții muzicale
În anul 1972, obține locul I la Festivalul Național de Muzică Ușoară de la Mamaia, la secțiunea Interpretare.
În anul 1974, la Dresda obține premiul pentru cel mai bun solist al festivalului și premiul al III-lea pentru interpretarea piesei „Ca-n poveste” de Petre Magdin.
În 1975 participă la Concursul Internațional „Cupa Europei” de la Knokke, Belgia și obține premiul special „Cupa Intercontinentală".
Câștigă 15 ediții ale emisiunii „Schlager Studio” din Germania, editează discuri la Amiga Records și este solicitată să cânte în Berlinul de Vest.
Face turnee în Cehoslovacia, Polonia, Bulgaria, URSS, Belgia, Danemarca, Japonia. La Tokio este finalistă la Festivalul Internațional al Cântecului de la Tokio cu piesa „Sămânța nemuririi” de Radu Șerban. Participă la Festivalul de Muzică Ușoară Mamaia'85 cu piesa „Leagănul meu" (Muzica: Horia Moculescu) care obține Trofeul Mamaia la secțiunea „Creație". Are colaborări cu formațiile Mondial, Romanticii, Roata, Sfinx, Monolit și Roșu și Negru, Modern Grup. Colaborează cu compozitori ca Liviu Tudan, Petre Magdin, Sorin Chifiriuc, Anton Șuteu,  cu care a și lansat în 1986 un album de autor. Scrie unele din textele cântecelor; colaborează de asemenea cu poeta Daniela Crăsnaru.
În 2003 primește în cadrul Festivalului Național de Muzică Ușoară de la Mamaia, Diploma de Excelență pentru întreaga activitate din partea Consiliului Județean Constanța.
Este supranumită „Vocea de flacără a rock-ului românesc”.
În 1990 începe cariera politică în cadrul PNL, alături de Dinu Patriciu.
Din iunie 2007 este membru în Consiliul de Administrație al TVR.

## Piese din repertoriu
Piese de Petre Magdin:
- „Anilor” - 1972
- „Voi, anotimpuri”
- „Un fir de iarbă”
- „Zvon de lumină”
- „Necuprins și cuprins” - 1983
- „Pleacă iar cocorii" - 1987
- ”Pasărea”
- „Secol drag”
- „Soare și flori"
- „Porți de vis”
- „Trepte de lumină"
- „Pentru voi" - 1986
- „Urare"
- „De ce taci?" - 2003
- „Mâinile tale"
- „Meine Erinnerung" - 1974

Piese de Anton Șuteu
- „Deschideți poarta soarelui” - 1986
- „Voi, oameni de mâine" - 1986
- „Drumul iubirii" - 1986
- „Să ocrotim copacii înfloriți" - 1986
- „Să nu lovim nicicând un porumbel" - 1986
- „Da, recunosc" - 1986
- „Lumea suntem noi" - 1986

Piese de Liviu Tudan:
- „Dac-ai să vii" - 1997
- „Doare, Doamne, lumea" - 2003
- „O lacrimă de stea” - 1996
- „O oră, o clipă" - 1997
- „Poveste fără final” - 1997
- „Iubirea din inima mea” - 2003
- „Crez de femeie"
- „Cu îngeri a nins"
- „Nici chip, nici nume"

Piese de Adrian Ordean:
- „Cer și pământ" - 1998
- „Nu pleca" - 1993
- „N-am să te-ntorc din drum” - 1997
- „Mi-e dor de ochii tăi” - 1993
- „Mi-e teamă de lumea ta” - 1991
- „Nu vreau să te iert" - 2007
- „Pentru dragostea ta” - 2008
- „Te-aș astepta" - 2006
- „Zilele ce trec prin mine" - 1991
- „Drumul meu"
- „Vreau să primesc"
- „Viața ca o scenă"
- „Știu că vei pleca"
- „Ai să mă pierzi"
- „Soarele mi-e stăpân"
- „Mi-e dor de tine” - 2016
- „Ai promis” - 2014
- „De câte ori mai vrei să-ți spun” - 2012
- „Acolo-n noapte” - 2012
- „Spune-mi unde am greșit” - 2014
- „Unde ești” - 2015

Piese de Florin Ochescu:
- „Iertare" - 1981
- „Voi"
- „Legământ"
- „Aur pe stradă"
- „Ochii Ploii" - 1981
- „Sunt tot eu" - 1981
- „Cine crede în minuni?" - 1980

Alți compozitori
- „Reaprindeți candela” (Ion Aldea Teodorovici) - 1990
- „Viața unui vis" (Sorin Chifiriuc) - 1988
- „Ușor și greu" (Sorin Chifiriuc)
- „Seara unui vis" (Dani Constantin) - 1986
- „Până-n cea din urmă zi" (Edmond Deda)
- „Arde și doare" (Dragoș Docan) - 1994
- „Stau pe o margine de lună” (Adrian Enescu) - 1989
- „Corabie plutitoare, Pământul" (Cornel Fugaru) - 1987
- „Atunci” (Mișu Iancu)
- „N-am știut" (Mișu Iancu)
- „Leagănul meu” (Horia Moculescu) - 1985
- „Să mă iubești!” (Mihai Pocorschi) - 1990
- „Apără-ne, Doamne!" (Constantin Rusnac) - 1991
- „Rug" (Vasile Șirli) - 1981
- „Iubesc primăvara" (Dan Ștefănică)
- „Greu se mai fac oamenii oameni" (Alex. Mandy)
- „Planete" (Marius Țeicu)
- „Soarele zărilor" (Marius Țeicu)
- „Visata mea iubire" (Marius Țeicu)
- ”Măcar o zi” (Ovidiu Komornyik)
- „Das Macht Die Liebe" (Manitz) - 1974
- „Meine Sonne" (Andreas Falk) - 1974
- „Wann Wirst Du Verstehen" (Andreas Falk) - 1974
- „Sag Nicht Vorbei" (Andreas Falk) - 1974

Preluări din repertoriul internațional
- „Rămîi" (Czesław Niemen - Dziwny jest ten świat)
- „Nu te mint" (Free - All Right now) - 1973
- „Întrebare" (John Lennon - Sunday) - 1975
- „Dacă pleci acum" (Ray Charles - Where we'll go again) - 1975
- „Clipele" (Fogerty - Proud Mary) - 1975
- „Ca-ntr-un vis" (Heart / Pamala Stanley - If looks could kill ) - 1987
- Cu tine" (Smokie - Oh Carol) - 1978
- „Iubirea noastră" (Frank Sinatra - My Way) - 1977
- „Născută sunt să cânt" (Spandau Ballet - Through the Barricades) - 1987
- „O clipă cât o viață" (Tina Turner - Be Tender with Me, Baby) - 1991
- „Rug aprins" (Heart - Who Will You Run To) - 1988
- „Singurătate" (Heart - Alone) - 1987
- „Te caut iar" (Heart - What About Love) - 1986
- „Unde ai plecat?" (Whitesnake - Here I Go Again) - 1988
- „Vreau să-ți spun" - 1988
- „Ochii tăi” - (Rainbow - Eyes of the rainbow) - 1980

Duete cu tenorul Michael Kleitman
- „La Preghiera" - 2008
- „Gira con Me" - 2006

Alte piese
- „Marea” - În duet cu Aurelian Andreescu
- „Norul” - ( Muzica: Sorin Chifiriuc ) - 2018
- „Cine n-are dor pe vale” - 2009 (?)
- „Noi doi”
- „Ceasul” - 1985

## Albume
- 1986 – Dida Drăgan
- 1987 – Deschideți poarta soarelui
- 1997 – O lacrimă de stea
- 2001 – Pentru buni și pentru răi

- 2002 – Mi-e dor de ochii tăi

## Single
- 1971 - Dida Drăgan – Visata mea iubire; N-am știut / Greu se mai fac oamenii oameni (Electrecord)[11]
- 1974 - Dida Drăgan – Meine Sonne / Wann Wirst Du Verstehen (Amiga Records)
- 1974 - Dida Drăgan – Meine Erinnerung / Das Macht Die Liebe  (Amiga Records)
- 1975 - Romanticii (cu Dida Drăgan) - Dacă pleci acum / Clipele / Nu te mint / întrebare (Electrecord)[12]
- 1975 - Dida Drăgan - Glas de păduri / Trepte de lumină (Electrecord)
- 1978 - Dida Drăgan - Sunt tot eu / Ochii ploii (Electrecord)

## Premii și distincții
- În anul 1972 obține locul I la Festivalul Național de Muzică Ușoară de la Mamaia, la secțiunea interpretare.
- În anul 1974 câștigă premiul pentru cel mai bun solist al festivalului și premiul III pentru interpretarea piesei „Ca-n poveste” de Petre Magdin la festivalul de la Dresda.
- În anul 1975 câștigă premiul special „Cupa intercontinentală” în cadrul concursului internațional „Cupa Europei” de la Knokke, Belgia.
- Președintele României Ion Iliescu i-a conferit la 10 decembrie 2004 Ordinul Meritul Cultural în grad de Cavaler, Categoria B - „Muzică", „pentru contribuțiile deosebite în activitatea artistică și culturală din țara noastră, pentru promovarea civilizației și istoriei românești”.[13]
- Pe 21 august 2014 Didei Drăgan i-a fost conferit titlul onorific de Artist al Poporului în Republica Moldova.[14]
- Pe 14 februarie 2020 i-a fost acordat titlul de Cetățean de Onoare al Municipiului București, prin Hotărârea Consiliului General al Municipiului București Nr. 63/14.02.2020.[15]